# Megaprosopus regalis
Megaprosopus regalis là một loài ruồi trong họ Tachinidae.